# 西郊高级中学
西郊高级中学（又称兴平市西郊中学、兴平市西郊高级中学）是位于陕西省咸阳市兴平市的一所普通高中示范性学校，也是兴平地区创立最早的一所学校。

## 历史事件
- 2005年晋升为咸阳市重点学校
- 2006年晋升为陕西省标准化高中
- 2010年晋升为陕西省普通高中示范性学校

## 资料来源
1. ↑  .   [2015年9月3日]. （原始内容存档于2016年3月4日）.